# Hesperinus conjungens
Hesperinus conjungens är en tvåvingeart som beskrevs av Ignaz Rudolph Schiner 1868. Hesperinus conjungens ingår i släktet Hesperinus och familjen Hesperinidae. Inga underarter finns listade i Catalogue of Life.